# Couple of Days
Couple of Days es una película de comedia romántica nigeriana de 2017 dirigida por Tolu Lordtanner y producida por Ayo Orunmuyi. Rompió récord de taquilla obteniendo la mayor venta de entradas en un día para cualquier película de Nollywood en cines durante el mes de febrero. Está protagonizada por Lilian Esoro, Adesua Etomi Wellington, Eyinna Nwigwe, Ademola Adedoyin, Kiki Omeili y Juliana Olayode. Se estrenó en Netflix en 2019.

## Sinopsis
Tres parejas, en distintas etapas del matrimonio, tendrán una escapada romántica a Ibadán. Sin embargo, los conflictos surgen mientras sus secretos salen a la luz.

## Elenco
- Adesua Etomi-Wellington como Nina
- Enyinna Nwigwe como Jude
- Kiki Omeili como broma
- Okey Uzoeshi como Dan
- Lilian Esoro
- Ademola Adedoyin
- Juliana Olayode